# 澤田かおり
澤田 かおり（さわだ かおり、1985年8月17日 - ）は、日本の女性シンガーソングライター。アメリカ合衆国シアトル生まれ、東京都杉並区育ち。井上陽水やMISIAのツアーに同行し、楽曲提供、CM曲制作でもその才能を発揮して注目を集める。東芝のCMで総合広告電通賞、テレビ広告電通賞を受賞。
母は女優の沢田亜矢子で、ブログ内で紹介したり、ライブのゲストとして呼んだりしている。 

## 略歴
幼い頃からクラシックピアノ、エレクトーン、作曲法などをヤマハ音楽院にて学ぶ。
- 2004年 - 桐朋女子高等学校作曲専攻を卒業。
- 2005年 - 渡米。ニューヨークのブルックリン音楽院にてヴォーカルレッスンを受ける。
- 2006年 - バークリー音楽大学に入学。声楽科選抜コンサート“SINGER’S NIGHT”に日本人初のソロ・ヴォーカリストとして選出[1]。その後ソロ&グループパフォーマンスアワードを受賞し、コンテンポラリーライティング＆プロダクション専攻にて卒業[3]。
- 2011年8月17日 - 初のミニアルバム「Affectionately Yours」を発表。メディアで話題となる[1]。
- 2012年
  - 7月25日 - 初のフルアルバム「PRISM」をリリース。9月には初ホールライブを行う。
  - 9月27日 - シンガーソングライターの光永泰一朗と入籍[8]。
- 2015年
  - 1月28日 - シングル「幸せの種」でメジャーデビュー。
  - 11月4日 - 初のメジャーアルバム「Songwriter」をリリース。
- 2016年10月5日 - メジャーセカンドアルバム「FRONTIER」をリリース。同月より47都道府県弾き語りフリーライブツアーを敢行。
- 2017年 - 初の東名阪ワンマンライブツアーLIVE2017〜what's next?〜を行う。
- 2018年 - 渡米を発表。5月、光永と協議離婚している。

## ディスコグラフィ

### ミニアルバム
| 発売日        | タイトル             | 発売レーベル |
| ------------- | -------------------- | ------------ |
| 2011年8月17日 | Affectionately Yours | LIFESOUND    |

### アルバム
|     | 発売日        | タイトル                                         | 発売レーベル | 備考                     |
| --- | ------------- | ------------------------------------------------ | ------------ | ------------------------ |
|     | 2012年7月25日 | PRISM                                            | LIFESOUND    |                          |
| 1st | 2015年11月4日 | Songwriter                                       | AGレーベル   | メジャーデビューアルバム |
| 2nd | 2016年10月5日 | FRONTIER                                         | AGレーベル   |                          |
|     | 2019年8月28日 | 「きのう何食べた？」オリジナル・サウンドトラック | VAP          |                          |

### タイアップ
| 曲名                      | タイアップ                                                              |
| ------------------------- | ----------------------------------------------------------------------- |
| つぼみ                    | 「JA共済」CMソング                                                      |
| We took each other's hand | UHFアニメ『がっこうぐらし!』第4話エンディングテーマ                     |
| 幸せの種                  | TBS系『噂の!東京マガジン』エンディングテーマ（2015年10月 - ）           |
| 君がくれたもの            | 映画『サヨナラの代わりに』イメージソング                                |
| By Your Side              | 映画『機動戦士ガンダム THE ORIGIN 赤の決意 哀しみのアルテイシア』劇中歌 |
| Don't Say Good bye        | 映画『機動戦士ガンダム THE ORIGIN 激突 ルウム会戦』劇中歌               |
| Brave                     | NHK BS1『ワールドスポーツMLB』エンディングテーマ                        |

### 劇伴ドラマ・映画・ショートムービー
- 福島県「MIRAI 2061」（2018年）
- ドラマ24「きのう何食べた?」（2019年、テレビ東京系列）
- 「ニッポンノワール-刑事Yの反乱-」（2019年、日本テレビ系）※1曲のみ
- HBO Asia Originals 「FOOD LORE - Life In a Box」（2020年）
- 「コントが始まる」（2021年、日本テレビ系）※2曲のみ
- 「劇場版「きのう何食べた?」」（2021年）
- 「悪女〜働くのがカッコ悪いなんて誰が言った?〜」（2022年、日本テレビ系）※3曲のみ
- 映画「天間荘の三姉妹」（2022年）※一部作曲
- 「今夜すきやきだよ」（2023年1月7日 - 3月25日、テレビ東京系列）
- 「きのう何食べた? season2」（2023年10月7日 - 12月23日、テレビ東京系列）
- 「春になったら」（2024年1月15日 - 3月25日、関西テレビ・フジテレビ系列）
- 「団地のふたり」（2024年9月1日 - 11月3日、NHK BS・NHK BSプレミアム4K）
- 「アンサンブル」（2025年1月18日 - 3月22日、日本テレビ系）

### CM
- SONY　Handycam WebCM「思い出Theater」（2011年）
- ユニクロ　マイクロフリースセット（2011年）
- 東芝　LED照明「LED10年カレンダー」（2011年）
- 伊藤園　お〜いお茶（2011年）
- P&G　JOY（2012年）
- 小松製作所　企業（2012年）
- Yomeishu　薬用養命酒（2012年）
- Benesse（ベネッセコーポレーション）「たまひよ」（2012年）
- JINS　JINS CLASSIC（2013年）
- Google　Nexus 7「CAT」（2013年）
- 大塚製薬　ソイカラ「フラと大豆」（2013年）
- マルコメ「マルコメ料亭の味」（2013年）
- ユニバーサル・スタジオ・ジャパン「UNIVERSAL WONDERLAND CHRISTMAS (ユニバーサル・ワンダーランドのクリスマス 2014)」（2014年）
- JA共済　企業「LA活動支援」（2014年）
- TamaHome　企業（2016年）
- マースジャパン　IAMS（2016年）
- MUFG（三菱UFJ銀行）「つみたてNISA」（2017年）
- GMOペパボ「minne（ミンネ）」（2017年）
- at home　企業（2017年）
- SONY　Play Staion 4「できないことが、できるって、最高だ。」（2017年）
- バスクリン「温美浴」（2017年）
- AEON「AEON.com＆イオンお買物アプリ」（2017年）
- SMBCモビット（2018年）
- 餃子の王将（2018年）
- 日本コカ・コーラ「GEORGIA JAPAN CRAFTSMAN（ジョージア ジャパン クラフトマン）」（2018年）
- 東芝ライフスタイル株式会社  CM「家電の歌」篇（2018年）
- Google Nest Hub「毎朝のルーティンを、ひとことで」篇（2019年）
- タマホーム株式会社 CM「本気で歌う」篇 「ミュージカル」篇（2019年）
- 株式会社伊勢半 プライムリキッドアイライナーリッチキープ「ながーい1日」篇（2020年）
- 大塚製薬株式会社オロナミンC CM「スマイル 弾き語り」篇（2020年）
- 三菱電機 CM 「笑顔のために」篇（2020年）
- McDonald’s ビーフバーガー CM「世界のマクドナルドから、ビーフバーガー集結！」篇（2020年）
- 花王株式会社 NIVEA Royal Blue CM「Mr.ロイヤルブルー・Body Milk」「Mr.ロイヤルブルー・Lip」篇（2020年）
- 株式会社井田ラボラトリーズ CANMAKE クリーミータッチライナーCM「キャンちゃんと風船」篇（2021年）
- 森永乳業株式会社 PARM「結論、パルム。」篇（2021年）
- スズキ株式会社 新型アルト 「アルトちゃん 登場」篇（2021年）
- クラシエホールディングス株式会社 クラシエの漢方　「日本を生きるあなたへ」篇（2022年）
- 日本コカ・コーラ株式会社 綾鷹 TVCM「茶葉ひらく、おいしさひらく　吉岡里帆」篇（2022年）
- 東海旅客鉄道株式会社 JR東海 奈良 「東大寺・ならまち」篇（2022年）
- Uber Japan株式会社 ハッピーマンデー 企画 「毎週月曜日は、いっぱいお得」篇（2022年）
- 株式会社コーセー ビオリスCM 「BIG SCALE」篇（2022年）

### 楽曲提供
| 発売日        | 楽曲名         | アーティスト |                                    | 備考             |
| ------------- | -------------- | ------------ | ---------------------------------- | ---------------- |
| 2008年10月1日 | 風よ feat.宝美 | 中孝介       | アルバム「絆歌」収録               | 作曲（共作）     |
| 2010年4月14日 | 遺.            | 柴咲コウ     | シングル「ホントだよ」収録         | 作曲             |
| 2013年9月4日  | Daisy          | MISIA        | シングル「幸せをフォーエバー」収録 | 作詞・作曲       |
| 2017年7月19日 | Lost Love      | 杉山清貴     | アルバム「Driving Music」収録      | 作詞・作曲       |
| 2018年5月16日 | 月に口づけ     | 杉山清貴     | アルバム「MY SONG MY SOUL」収録    | 作詞・作曲・編曲 |
| 2020年5月13日 | Daughter       | 杉山清貴     | アルバム「Rainbow Planet」収録     | 作詞・作曲・編曲 |

### 楽曲参加
- JiLL-Decoy DUO「26の私」（2018年）共作・歌唱
- Fuminori Kagajo「Light Me Up」（2018年）歌唱
- DJ Okawari「Everything's Alright」（2020年）歌唱

### ラジオパーソナリティ
- FM京都アルファステーション「HATS UP」（2015年4月〜2018年3月）
- FM NORTH WAVE「CROSS_met.SCENE」（2017年6月〜2018年3月）
- コミュニティFM「澤田かおり Singer Song LadyOh!」（2016年10月〜2017年9月）